# ريان بلاكادار
ريان بلاكادار (بالإنجليزية: Ryan Blackadder)‏ هو لاعب كرة قدم بريطاني في مركز الوسط، ولد في 11 أكتوبر 1983 في كيركالدي في المملكة المتحدة. لعب مع ريث روفرز ونادي إيست فيف وهاميلتون أكاديميكال.

## وصلات خارجية
- ريان بلاكادار على موقع Soccerbase.com (لاعب) (الإنجليزية)